# Panzer II
Il Panzer II, abbreviazione del nome completo Panzerkampfwagen II, il cui numero di identificazione dell'esercito era Sd.Kfz. 121, è stato un carro armato leggero tedesco progettato nei primi anni trenta come rimpiazzo del blindato leggero Panzer I.
Nonostante il progetto dovesse solo fungere da anticamera per i più avanzati Panzer III e Panzer IV, il Panzer II costituì il nerbo delle divisioni corazzate tedesche durante le campagne di Polonia e di Francia, venendo utilizzato anche durante l'invasione dell'URSS nel 1941, dimostrando però parametri superati: ritirato quasi completamente dalla prima linea tra il 1942 e il 1943, fu relegato a compiti di addestramento, mantenimento dell'ordine pubblico e lotta antipartigiana; il versatile scafo fu invece riutilizzato per diversi progetti di semoventi e cacciacarri.

## Storia

### Sviluppo
In attesa dell'arrivo dei Panzer III e Panzer IV, ancora allo stadio di progettazione, il Waffenamt (Ufficio Armamenti) ordinò nel luglio del 1934 un carro armato leggero migliore del Panzer I: le specifiche includevano un peso massimo di 10 tonnellate e un cannone da 20 mm automatico come armamento principale. All'inizio del 1935 la Daimler-Benz AG, la Krupp AG, la Henschel & Sohn e la MAN AG presentarono i rispettivi prototipi, che ebbero la denominazione ufficiale di Landwirtschraftlicher Schlepper 100 (trattore agricolo 100, abbreviato in LaS 100): infatti la Germania, in ottemperanza al trattato di Versailles, non avrebbe potuto sviluppare determinati mezzi bellici e armamenti, e fu utilizzato l'espediente del trattore per aggirare l'ostacolo. Il nuovo carro armato divenne noto negli ambienti militari come 2 cm MG Panzerwagen, ed ebbe la supplementare designazione di Versuchtkraftfahrzeug 622 (VK 622).
Dopo aver rifiutato il modello della Krupp, nell'ottobre del 1935 l'esercito tedesco decise di utilizzare il telaio della MAN accoppiato alla superstruttura progettata dalla Daimler, ma alla produzione avrebbero ben presto collaborato anche la FAMO, la MIAG e la Waggonfabrik Wegmann.

### Produzione
In totale furono fabbricati 1.906 esemplari del Panzer II di tutte le versioni, comprese quelle sperimentali; una fonte afferma invece che il totale assomma a 2.040 mentre un'altra parla di 1.931 esemplari completati numero che si avvicina alle 1.924 unità indicate da una quarta fonte. Le ditte preposte alla fabbricazione del Panzer II compresero la FAMO, la MIAG, la Wegmann, la Henschel & Sohn, la Alkett (azienda collaterale della Rheinmetall), la Daimler-Benz e la MAN, che produssero il carro in contemporanea o in differenti periodi.

### Impiego operativo

#### 1936-1938

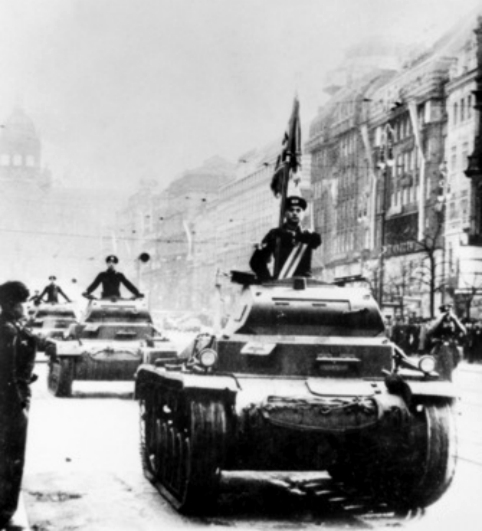
Panzer II tedeschi sfilano per le strade di Praga dopo l'annessione del marzo 1939

Il Panzer II entrò in servizio nella primavera del 1936, in quanto Hitler aveva ordinato di procedere alla rapida espansione delle forze corazzate tedesche che, essendo ancora embrionali, ricevettero carri armati sia di preserie, sia di versioni completate; in particolare, i Panzer II furono assegnati a livello di compagnia e plotone, ma ben presto si diffusero ai Panzer-Battalionen a causa dell'iniziale scarsità di mezzi pesanti. Utilizzati come carri da battaglia in Polonia e Francia, furono assegnati a compiti di ricognizione a seguito della riorganizzazione delle Panzer-Divisionen avvenuta tra il 1940 e il 1941, ma continuarono ad apparire sporadicamente in combattimenti contro altri corazzati in Unione Sovietica; durante il 1942 cominciarono a essere ritirati dalla prima linea e ultimi due anni di guerra ne videro ben pochi negli organici dell'esercito.
Non è certo, ma sembra che un piccolo numero di Ausf. b e Ausf. A abbia operato nei ranghi dell'88. Panzer-Abteilung inviato in Spagna come sostegno agli insorti nazionalisti. I Panzer II erano inoltre la gran parte dei blindati che occuparono incontrastati l'Austria e la Cecoslovacchia.

#### In Polonia e Norvegia
All'inizio della seconda guerra mondiale, l'esercito tedesco poteva schierare 2.690 carri armati, dei quali 1.127 (altre fonti riportano 1.223) erano Panzer II e 973 Panzer I. Una simile disponibilità e il ritardo nello sviluppo e schieramento di mezzi specificamente preposti al contrasto dei blindati nemici costrinse i tedeschi ad adoperare proprio il Panzer II per questo compito. Nonostante la breve durata della campagna di Polonia, 259 mezzi furono messi fuori uso, dei quali 83 totalmente distrutti. L'alto tasso di perdite era dovuto al poco spessore della corazza dei Panzer II, che si rivelò inutile contro le armi anticarro (cannoni e fucili) adoperati dai polacchi: ciò indusse i progettisti tedeschi a installare piastre supplementari da 20 mm sullo scafo frontale della maggior parte dei Panzer II.
Il 9 aprile 1940 la Germania attaccò Danimarca e Norvegia: 16 o 18 Panzer II operarono nel paese scandinavo riuniti nel Panzer-Abteilung z.b.V 40 con azioni di supporto alla fanteria.

#### Blitzkrieg all'Occidente

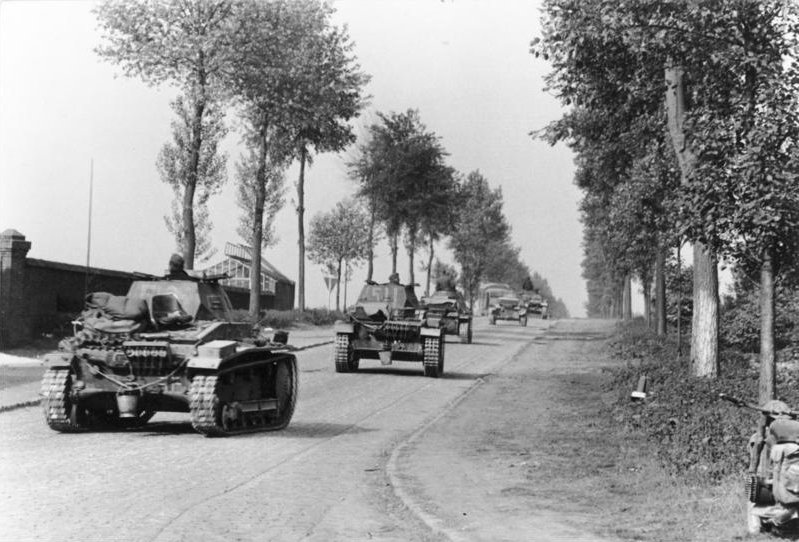
Colonna di Panzer II (quello in coda è un Ausf. a oppure b) avanza in Francia

Il 10 maggio 1940 Hitler scatenò la campagna di Francia: l'intera forza corazzata tedesca contava tra i 920 e i 950 Panzer II (tra il 35 e il 40%), schierati però in settori non critici: infatti il XIX Panzerkorps che sfondò il fronte alleato nelle Ardenne ne aveva solo 146. La debole resistenza incontrata permise ai gruppi corazzati di procedere velocemente nelle retrovie francesi, perdendo solo 45 Panzer II, ovvero il 5% del totale, tra il 10 e il 20 maggio. A partire dal giorno successivo i combattimenti lungo la costa della Manica tra Boulogne e Calais, oltre al contrattacco britannico vicino Arras, iniziarono un periodo lungo dieci giorni durante il quale lo Heer perse 485 carri armati, dei quali 150 erano Panzer II, ovvero una percentuale del 16% rispetto alla disponibilità del 21 maggio; un numero quasi uguale di perdite subirono i Panzer III e IV. La successiva vittoria tedesca evidenziò il sempre più importante ruolo di questi ultimi carri medi nel combattere veicoli similari, ma il Panzer II continuò a essere adoperato per lo più contro la fanteria. Nelle settimane seguenti si cercò di riarmare il Panzer II con il cannone da 37 mm SA 38 francese, ma il tentativo fu accantonato.

#### Nordafrica

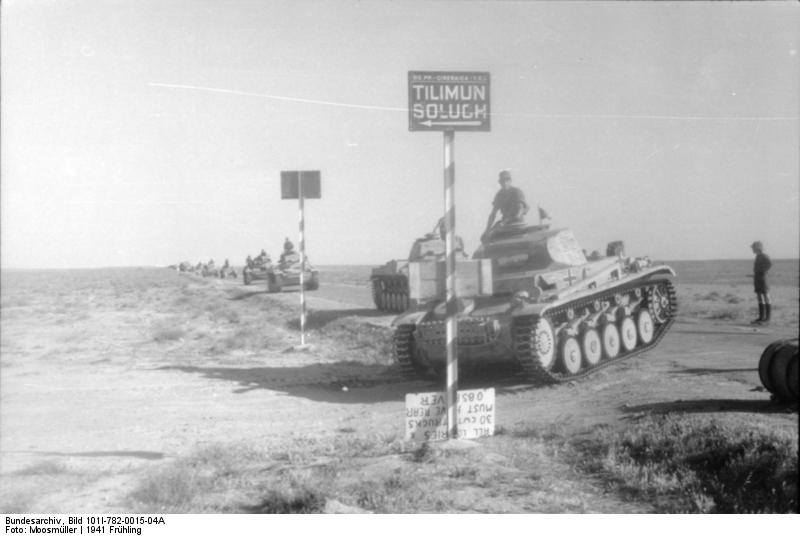
Una colonna di Panzer II (Ausf. A, B o C) in Africa nei primi mesi del 1941

Nel febbraio-marzo 1941 la 5ª divisione leggera, futura 21. Panzer-Division, poteva schierare contro le truppe del Commonwealth 165 carri armati, dei quali 45 Panzer II tutti opportunamente dotati di filtri supplementari e sistemi d'aerazione più potenti per operare nel deserto. Furono di grande utilità durante l'anno ma a partire dal 1942, con l'arrivo di veicoli meglio armati e corazzati (quali l'M4 Sherman) tra le file dell'esercito britannico, il Panzer II cominciò a essere rimpiazzato dai Panzer III di più moderna concezione. Ciononostante, a maggio 1942 ne erano disponibili 50 su un totale di 560, poi calati a solo 14 in data 15 agosto; per la decisiva battaglia a el-Alamein l'Afrikakorps possedeva 31 Panzer II, che sarebbero andati distrutti oppure riportati in seguito in Germania per la riconversione in mezzi più efficaci.

#### I Balcani e la campagna di Russia
Per portare aiuto all'alleato italiano, invischiato sul fronte greco-albanese, e invadere la Jugoslavia colpevole di aver abbandonato il Patto Tripartito, Hitler ordinò di attaccare i Balcani: per l'operazione l'esercito contava 260 Panzer II.
All'inizio dell'Operazione Barbarossa i reparti da ricognizione e i battaglioni corazzati tedeschi riunivano 782 Panzer II che furono intensivamente impiegati; ma fu proprio sul fronte orientale che si palesarono i limiti del mezzo: la corazza troppo sottile ai lati, poca potenza dell'armamento principale, esiguità del numero di membri dell'equipaggio, fattori che lo rendevano assai vulnerabile alle armi anticarro.

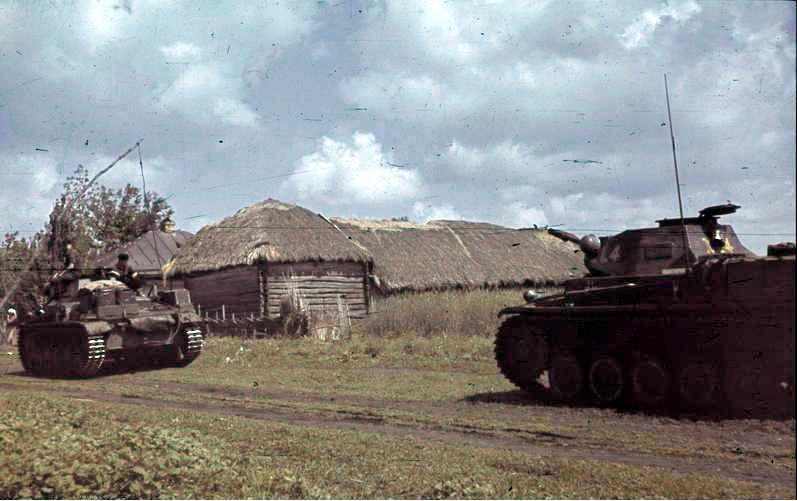
Panzer II attraversano un villaggio nella Russia meridionale durante l'offensiva del 1942

Inoltre si rivelarono praticamente impotenti di fronte ai più recenti carri sovietici, quali il T-34. Quando a metà del 1942 i tedeschi ripresero ad avanzare nella Russia meridionale schieravano ancora 381 Panzer II, che calarono rapidamente di numero: l'ultima grande offensiva condotta contro il saliente di Kursk nell'estate del 1943 vide solo 107 veicoli in linea.

#### 1944-1945
Quando gli Alleati sbarcarono in Normandia, i tedeschi contavano tra le forze d'occupazione in Francia alcuni Panzer II, che combatterono nelle successive battaglie. Mentre la guerra che si avviava al termine fu chiaro che il Panzer II era ormai irrimediabilmente surclassato per potenza di fuoco e protezioni: ciononostante al 1º ottobre 1944 ancora 386 erano in servizio, per lo più nelle retrovie. Nei successivi rapporti non ne viene più fatta menzione, escluso un documento del marzo 1945 che indicava 145 carri ancora operativi.

## Versioni

### Preserie
I modelli sperimentali del Panzer II erano tutti armati di un cannone automatico KwK 30 da 20 mm lungo 55 calibri (L/55), derivato con poche modifiche dal pari calibro 2 cm FlaK contraerei, capace di sparare proiettili esplosivi o perforanti con un rateo di 280 colpi al minuto; la punteria consisteva di un mirino ottico TZF 4, che si sarebbe evoluto con il procedere delle versioni. Il cannone era montato sulla sinistra della torretta, decentrata sullo stesso lato, e lo affiancava a destra una mitragliatrice MG 34 da 7,92 mm. In totale potevano essere trasportati 180 proietti per il cannone e 1.425 cartucce suddivise in diciassette nastri per la mitragliatrice. Lo scafo dalla parte frontale arrotondata ospitava un equipaggio di tre uomini: il guidatore trovava posto nella parte anteriore, il comandante sedeva nella torretta mentre il cannoniere rimaneva in piedi a fianco.
La corazzatura era spessa 13 millimetri su tutti i lati del carro, con superfici poco inclinate; cielo, fondo e parti superiori della torretta e dello scafo presentavano corazze spesse dai 5 ai 12 mm. La velocità massima era di 40 km/h con un'autonomia di 200 chilometri e un serbatoio della capacità di 200 litri; le dimensioni erano: lunghezza 4,38-4,76 metri, larghezza 2,14 metri, altezza 1,95-1,98 metri.

#### Ausführungen a/1, a/2, a/3

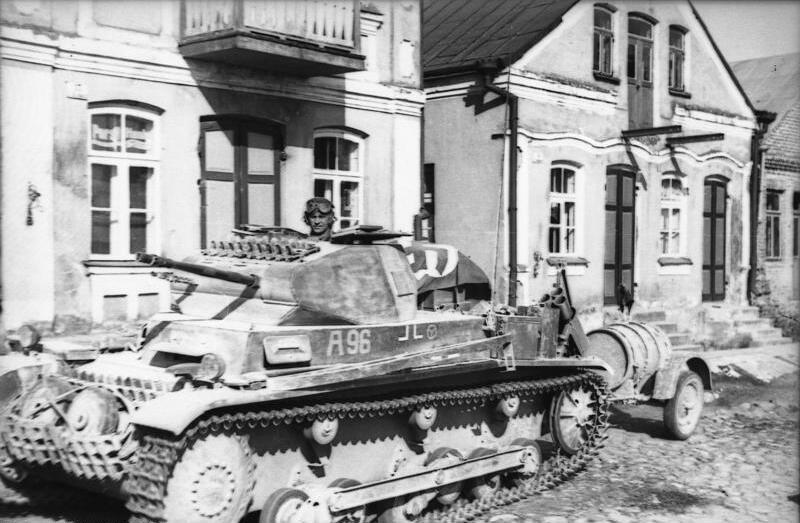
Panzer II delle prime versioni (Ausf. a o b) in URSS nell'estate 1941

Furono i primi modelli guida del Panzer II che riprendevano il treno di rotolamento del Panzer I, composto per lato da tre carrelli con due ruote ognuno; erano tutti fissati a un'intelaiatura esterna allo scafo dotata di sospensioni a balestra. Tutti erano equipaggiati con un motore Maybach HL 57 TR a 6 cilindri che sviluppava 130 hp, con trasmissione anteriore e cambio ZF Aphon SSG-45 a sei marce avanti. Il peso era di 7,6 tonnellate Le tre diverse denominazioni indicavano i cambiamenti via via apportati: l'Ausf. a/1 aveva una ruota di rinvio gommata, poi sostituita da una saldata; l'a/2 ebbe la parete ignifuga del comparto motore modificata, cosicché l'equipaggio potesse raggiungerlo senza uscire dal mezzo; inoltre fu ricavato un portello sul fondo per arrivare alla pompa e filtro dell'olio. L'a/3, infine, montava un radiatore più grande e sospensioni a molla migliorate.
La MAN e la Daimler-Benz si incaricarono della produzione dei tre diversi prototipi: 10 Ausf. a/1 furono costruiti tra il tardo 1935 e il maggio 1936; 15 Ausf. a/2 furono fabbricati tra maggio dello stesso anno e il febbraio 1937; nello stesso periodo furono prodotti 50 Ausf. a/3: un singolo esemplare di Ausf. a costava 52.640 Reichsmark dell'epoca. Tutti e 75 i veicoli servirono per condurre test e provare l'impostazione meccanica: i problemi di tale tipo verificatisi furono la causa del ritiro degli a/1, 2 e 3 nella seconda metà del 1941.

#### Ausführung b
Prodotta in 25 esemplari in contemporanea all'Ausf. a/3, fu anch'essa una versione di prova. Rispetto agli Ausf. a presentava migliorie al sistema d'aerazione, ai tubi di scappamento e al cambio; il motore fu sostituito da un più pesante Maybach HL 62 TR sempre a 6 cilindri erogante una maggior potenza pari a 140 hp: sarebbe stato adoperato su tutte le successive versioni del Panzer II.

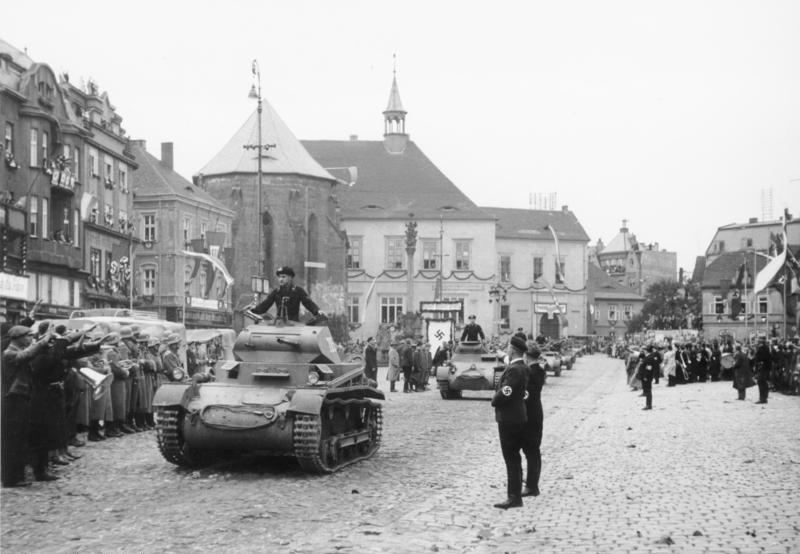
Panzer II delle prime versioni sfilano a Komotau, nel Sudetenland, dopo l'annessione tedesca del 1938

Il peso aumentò a 7,9 tonnellate e furono dunque aggiunti supporti più resistenti al motore e alla trasmissione; i cingoli furono allargati e le ruote portanti, i rulli superiori, la ruota di rinvio e quella motrice avevano un diametro maggiore. Sebbene mezzi sperimentali, è probabile che siano stati adoperati in combattimento. L'Ausf. b servì da base per sviluppare un carro gettaponte leggero, prodotto in una preserie di 3 esemplari durante il 1939 ma rimasto allo stadio di prototipo.

#### Ausführung c
Questa fu l'ultima versione per test e ricerche sulle migliori caratteristiche da adottare: l'Ausf. c presentava un treno di rotolamento completamente rivisto, composto da 5 ruote di medio diametro indipendenti, ognuna equipaggiata con un braccio oscillante longitudinale vincolato a una mezza balestra inclinata facente perno su un rullo fisso; nella parte superiore si trovavano quattro rulli reggicingolo. La corazza frontale era inoltre più squadrata, ottenuta con la saldatura, e il peso era salito a 8,9 tonnellate. L'Ausf. c cominciò a essere prodotto nel marzo del 1937 usando per i primi 25 esemplari dell'acciaio al molibdeno, ma di preciso non si sa quanti ne siano stati costruiti; fu la base per la produzione in serie delle Ausf. A, B e C, nient'altro che modelli c meglio protetti e con qualche piccola aggiunta.

### Modelli prodotti in serie

#### Ausführungen A, B, C

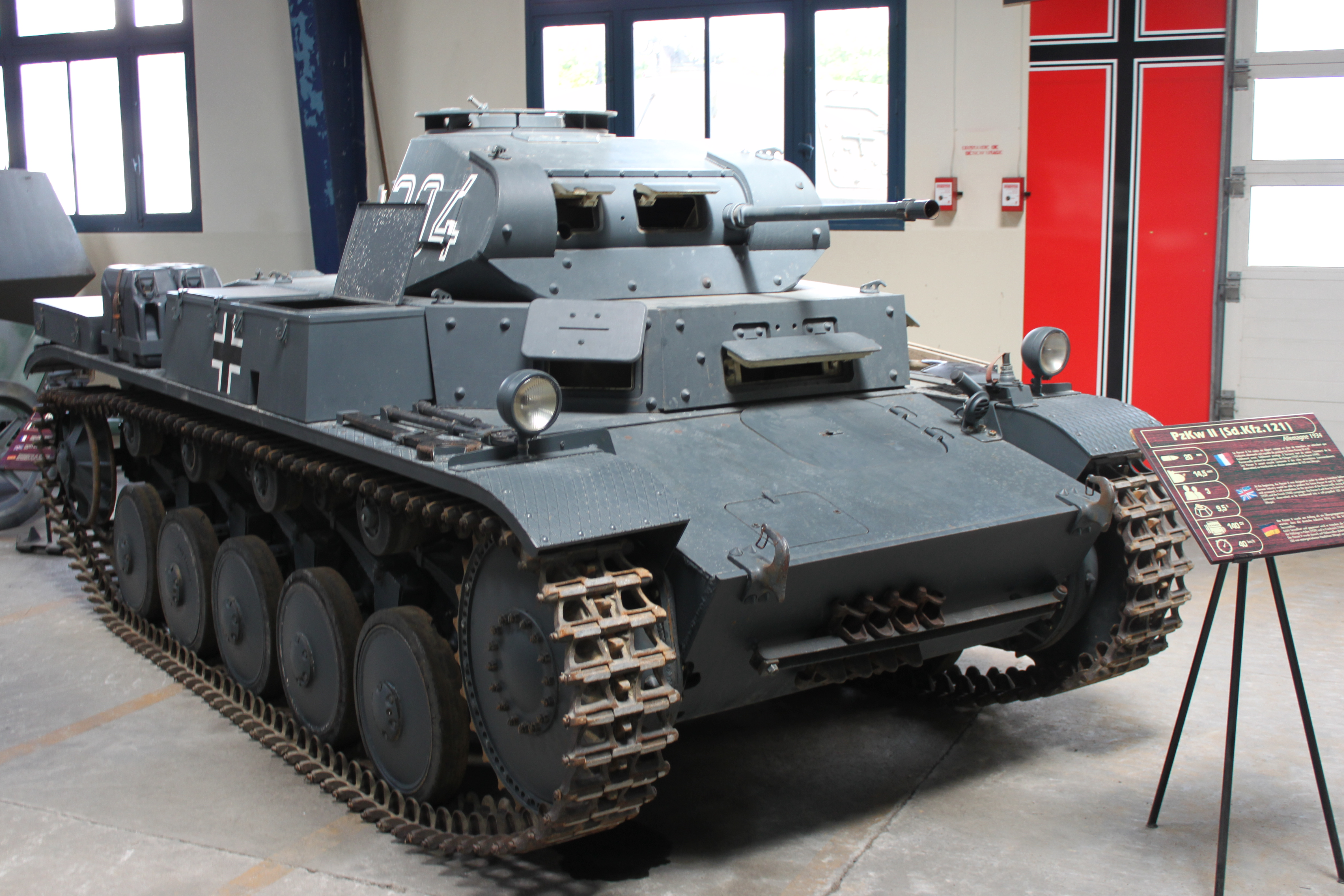
Panzer II esposto al Museo dei Corazzati di Saumur, forse un Ausf. B

Tra loro quasi identiche, furono le più diffuse versioni del Panzer II e mantenevano l'impostazione dell'Ausf. c; l'unica differenza rispetto a questa era lo spessore della corazza, portato a 14,5 millimetri su tutti i lati dello scafo, della sovrastruttura e della torretta, mentre il mantello a protezione del cannone raggiungeva i 16 millimetri. Tutte e tre le varianti erano inoltre di maggiori dimensioni rispetto alle precedenti, poiché misuravano 4,81 metri in lunghezza, 2,22 metri in larghezza ed erano alte 1,99 metri.
L'Ausf. A cominciò a essere prodotto dal luglio del 1937 introducendo un nuovo tipo di trasmissione e impostando il cannone sul solo fuoco in automatico. A dicembre ebbe inizio la fabbricazione dell'Ausf. B: l'unica differenza tra i due modelli consisteva nell'aggiunta di una bassa cupola con 8 episcopi per migliorare la visibilità del comandante. L'Ausf. C entrò in produzione a partire dal giugno 1938 ed esternamente era uguale all'Ausf. B, mentre presentava qualche miglioramento nel disegno della camera di combattimento.
Il totale di esemplari completati è di 1.113 e non è sicuro a quanto ammontino le unità di ciascuna versione, ma alcuni calcoli fatti sul totale di Panzer II prodotti ogni anno e i dati certi sulla quantità di veicoli completati hanno dato luogo a stime verosimili: 175 Ausf. A, 330 Ausf. B e 580 Ausf. C. Tali risultati sono stati ottenuti assumendo che la produzione di un modello terminava quando prendeva avvio quella della versione successiva; inoltre non è stata considerata l'eventualità, molto probabile, che parti meccaniche e componenti siano stati interscambiati tra le unità delle tre versioni. Ogni esemplare di Ausf. B privo di armamento costava 38.000 Reichsmark.

#### Ausführung D/E

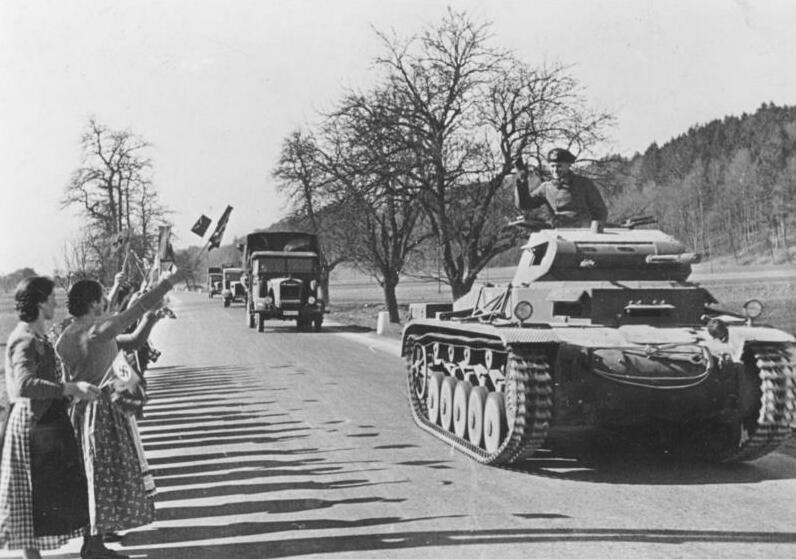
Panzer II di uno dei modelli prodotti in gran numero sfila in Austria nel 1938, durante l'Anschluss

Nel maggio del 1938, a seguito della richiesta di un carro armato veloce (Schnellkampfwagen) che fungesse da ricognitore per le divisioni leggere, la Daimler-Benz completò il primo Panzer II dotato di sospensioni Tipo Christie/FAMO con 4 grandi ruote portanti: il treno di rotolamento era quasi identico a quello dei mezzi britannici e sovietici. Scafo e superstruttura erano stati riprogettati con corazze frontali spesse 30 millimetri, mentre la torretta rimase quella delle precedenti versioni, come il numero di munizioni trasportabili, l'autonomia e l'armamento. Il nuovo mezzo era equipaggiato con un motore Maybach HL 62 TRM a 6 cilindri da 140 hp che unitamente alla nuova meccanica lo spingeva a 55 km/h su strada; il cambio era stato sostituito da un Maybach-Variorex VG 102128 a sette velocità. Al modello iniziale furono poi modificate le ruote motrice e di rinvio dando vita all'Ausf. E, ma l'uguaglianza sostanziale tra i due prototipi fece sì che fossero entrambi identificati come Ausf. D/E.
Il modello, un poco più alto, largo e pesante (10 tonnellate) delle versioni antecedenti, fu richiesto in 250 unità ma la decisione presa da Guderian, Capo dell'Ispettorato delle Truppe Mobili, di convertire le divisioni leggere in Panzer-Division pose termine alla produzione nell'agosto del 1939. Questo fattore, unito alle scarse prestazioni del carro su terreni sconnessi come constatato nei combattimenti in Polonia, provocò il ritiro nel marzo del 1940 degli unici 43 esemplari completati, tutti in forza all'8. Panzer-Regiment. Gli scafi avanzati dall'ordine iniziale e rimasti disarmati divennero la base per lo sviluppo di semoventi o veicoli lanciafiamme.

#### Ausführung F
Nelle iniziali intenzioni l'Ausf. C doveva essere sostituito sulla linea d'assemblaggio già nell'estate del 1940, ma la produzione della nuova versione, causa ritardi nello sviluppo, fu posposta al marzo del 1941, quando il Panzer II cominciava a essere sostituito da carri armati più efficienti. L'Ausf. F presentava una singola piastra frontale spessa 35 millimetri al posto delle lamiere aggiuntive tipiche dei Panzer II meno recenti: era così eliminata la tipica angolatura sul lato destro della sovrastruttura e lo spazio aggiuntivo fu sfruttato per aggiungere una falsa feritoia, allo scopo di confondere i tiratori avversari. Corazzature spesse 15 millimetri proteggevano i lati e il retro dello scafo. Alcuni veicoli furono dotati del cannone KwK 38 da 20 mm sempre L/55 ma con un rateo di fuoco tra i 420 e i 480 colpi al minuto, portando il peso complessivo a 9,5 tonnellate. La capacità del serbatoio scese a 170 litri.
La produzione durò fino al dicembre del 1942, quando fu interrotta dopo la fabbricazione di 524 esemplari: ciascuno di essi costava 49.228 Reichsmark senza la dotazione offensiva e 52.728 Reichsmark quando completamente equipaggiati. Considerato che i carri armati leggeri stavano divenendo rapidamente obsoleti, era stato deciso tra giugno e luglio che tutte le unità richieste sarebbero state equipaggiate con un cannone da 75 mm in casamatta, trasformandole in Marder II, ma la produzione dell'Ausf. F continuò in contemporanea. Il servizio operativo fu relativamente breve: già durante il 1942 l'Ausf. F era stato ritirato dalle compagnie e nel 1943 fu rimosso anche a livello di reggimento.

### Versioni modificate

#### Aufklärungspanzerwagen
A partire dal 1938 furono emanate nuove direttive per realizzare un mezzo da ricognizione impiegando lo scafo del Panzer II; a dicembre del 1939 erano pronti alcuni progetti che la MAN sviluppò per fabbricare 4 diverse versioni, nessuna delle quali fu però prodotta in massa.
- Ausführungen G1/G3/G4: denominata VK 901, tra l'aprile del 1941 e il febbraio del 1942 ne furono costruiti 12 esemplari; dotata di alcune riservette montate dietro la torretta, presentava una corazzatura spessa al massimo 30 mm ed era armata con un cannone da 20 mm EW 141 (classificato come mitragliatrice pesante) coadiuvato da una MG 34 da 7,92 mm; il treno di rotolamento era composto da cinque paia di ruote sfalsate con sospensioni a barre di torsione. Nel gennaio 1942 due mezzi furono armati di un cannone PaK 38 da 50 mm lungo 60 calibri (L/60) e testati sul fronte orientale. Avrebbe dovuto rimpiazzare gli Ausf. F, ma fu sostituita a sua volta dall'Ausf. H.
- Ausführung H: denominata VK 1301, rimase allo stadio di prototipo e solo quattro ne furono costruiti nel settembre 1941: il mezzo montava il cannone KwK 38 da 20 mm L/55 coadiuvato da una MG 34; lo spessore della corazzatura non fu incrementato. All'inizio del 1943 fu proposto di armare la versione con un cannone anticarro PaK 42 da 75 mm L/70, ma non si andò oltre lo stadio di progettazione.
- Ausführung J: denominata VK 1601, fu fabbricata in ventidue unità tra aprile e dicembre del 1942: armate come l'Ausf. H ne differivano per lo spessore delle corazze, portato a 80 mm sullo scafo anteriore, 50 mm su fianchi e retro, 25 mm sul cielo. Durante il 1943, sette Ausf. J furono inviati alla 12. Panzer-Division schierata sul fonte orientale; uno fu poi convertito in carro-recupero che, sopravvissuto ai combattimenti all'est, fece parte della compagnia riparazioni della 116. Panzer-Division.
- Ausführung M: denominata VK 903, era un miglioramento dell'Ausf. G e rappresentava la versione finale di quest'ultima, mantenendone protezioni ed armamento; ne fu completato un solo esemplare o forse quattro durante l'agosto del 1942.

#### VK 1602 Leopard
A partire dal 1941 furono iniziati degli studi per ricavare dallo scafo dell'Ausf. J, in costruzione, un carro armato che potesse operare delle ricognizioni anche in forte presenza di mezzi avversari (Gefechtsaufklärung) oltre a fungere da quartier generale mobile per i plotoni corazzati: la MIAG progettò lo scafo mentre la Daimler si dedicò alla torretta; un simulacro (VK 1602) fu completato tra maggio e giugno del 1942 e fu seguito da un prototipo il 1º settembre. Durante la fabbricazione era stato proposto di realizzarne una versione leggera, da 18 tonnellate, ma la cosa fu rifiutata.
La struttura del nuovo carro armato, denominato Leopard, era stata assai influenzata dal Panther, che infatti era allo studio nello stesso periodo: presentava dunque corazze inclinate spesse fino a 80 mm, un treno di rotolamento composto da cinque paia di ruote sfalsate con barre di torsione e cingoli larghi 350 mm per facilitare la marcia su terreni sconnessi. La torretta, simile a quella del Panther, era di nuova progettazione (Schmallturm), e montava un cannone KwK 39/1 da 50 mm L/60 affiancato da una mitragliatrice da 7,92 mm MG 34 o MG 42, con una scorta di munizioni di 50 granate e 2.400 cartucce; pare comunque che potesse ospitare anche un'arma da 75 mm. Il mezzo sarebbe stato spinto a 50–60 km/h da un Maybach HL 157 P da 12 cilindri erogante 550 hp, coadiuvato da un serbatoio da 560 litri: l'autonomia risultante era di 165 chilometri su strada.
Riguardo alla produzione i dati sono incerti: alcune fonti riportano che il Leopard fu ordinato in 339 esemplari da produrre in due lotti distinti, ma che tale richiesta fu cancellata a gennaio del 1943 lasciando il veicolo allo stadio sperimentale: infatti era eccessivamente pesante (26 tonnellate) e dotato di un armamento inadeguato; inoltre era più economico ricavare un mezzo da ricognizione dal Panther, di poco differente. Altre fonti affermano che i militari ordinarono ben 700 Leopard dei quali 31 furono fabbricati prima della chiusura della linea di montaggio; avrebbero dovuto sostituire gli Ausf. L.

#### Schwimmpanzer II
Durante la pianificazione dell'Operazione Leone Marino i comandi tedeschi si resero conto che era necessario garantire alle truppe appena sbarcate l'appoggio dei mezzi corazzati: visto che non esistevano particolari imbarcazioni che portassero i carri sulle spiagge, fu deciso di equipaggiarli perché potessero raggiungerle autonomamente: furono scelti 52 tra Ausf. A e C del Panzer-Batallion A del 2º reggimento corazzato, la cui conversione fu demandata alla Alkett, Bachmann e Sachsenberg. I blindati ebbero la parte anteriore e i fianchi dotati di mezzi di fortuna che li facevano galleggiare al livello delle coperture dei cingoli; mediante un tubo isolante con giunto universale il motore azionava un'elica che garantiva una velocità di 10 km/h in acqua anche con vento di 3-4 nodi. Internamente erano stati divisi in 3 comparti utilizzando sacchetti di celluloide gonfiati, mentre lo spazio tra scafo e torretta fu colmato con della gomma. Rimandata sine die l'operazione, gli Schwimmpanzer furono adoperati come normali carri armati durante l'attacco all'URSS nei ranghi del 18. Panzer-Regiment.

### Varianti

#### Flammpanzer II Ausf. A und Ausf. B (Sd.Kfz. 122)
Il 21 febbraio del 1939 l'OKH richiese un mezzo blindato dotato di lanciafiamme da utilizzare contro fortificazioni fisse. La MAN e Daimler-Benz, contattate dai militari, decisero di impiegare lo scafo dell'Ausf. D/E, che avrebbe prestato solo un breve servizio nelle nuove Panzer-Divisionen: a luglio era pronto un prototipo (Ausf. A) in acciaio dolce che presentava una corazzatura di 30 mm anteriori e 20 mm laterali e posteriori della torretta; essa era di minori dimensioni rispetto a quella tradizionale e montava una sola mitragliatrice MG 34 con 1.800 proiettili. Secondo una curiosa impostazione, due lanciafiamme erano stati alloggiati negli angoli frontali del veicolo subito sopra le coperture dei cingoli: ognuno aveva una propria piccola incamiciatura (Spitzkopf) e un settore di tiro di 180°, come anche taniche distinte da 160 litri; un singolo lanciafiamme poteva gettare un miscuglio di benzina e gasolio grazie a dell'azoto pressurizzato, contenuto in 4 o 6 appositi serbatoi sistemati ai lati della superstruttura; la miscela, accesa dall'acetilene, era sufficiente per lanciare 80 fiammate a 25 metri. Il nuovo carro pesava 12 tonnellate, con una lunghezza di 4,90 metri, larghezza di 2,40 metri, una contenuta altezza di 1,85 metri e un'autonomia salita a 250 chilometri.
La produzione iniziò tra aprile e settembre 1939 quando la MAN completò 46 scafi poi convertiti dalla Wegmann tra gennaio e febbraio del 1940. A marzo 10 Ausf. D/E furono prelevati dalla 7. Panzer e 20 dall'8. per essere riequipaggiati con i lanciafiamme: a dicembre erano pronti 87 Panzer II (F) e altri 3 furono completati durante febbraio 1941. Nel frattempo era stato fatto un consistente ordine di 150 esemplari lievemente modificati (Ausf. B), poi cancellato quando 65 erano già stati forniti fino ad agosto 1941 (altre fonti riportano fino al marzo del 1942): in totale furono fabbricati 155 mezzi d'entrambe le versioni, che formarono il 100. e 101. Panzer-Abteilungen, compresi rispettivamente nella 18. e 7. Panzer-Divisionen durante l'Operazione Barbarossa. La modesta corazzatura assieme all'alta infiammabilità del miscuglio provocarono però molte perdite e tra il 1941 e il 1942 le due unità furono ritirate e sciolte: gli scafi superstiti funsero da base per semoventi Marder II, mentre i lanciafiamme e le torrette furono smontate e impiegate nelle fortificazioni, ad esempio in Normandia.

#### Ausführung L "Panzerspähwagen" (Sd.Kfz. 123)

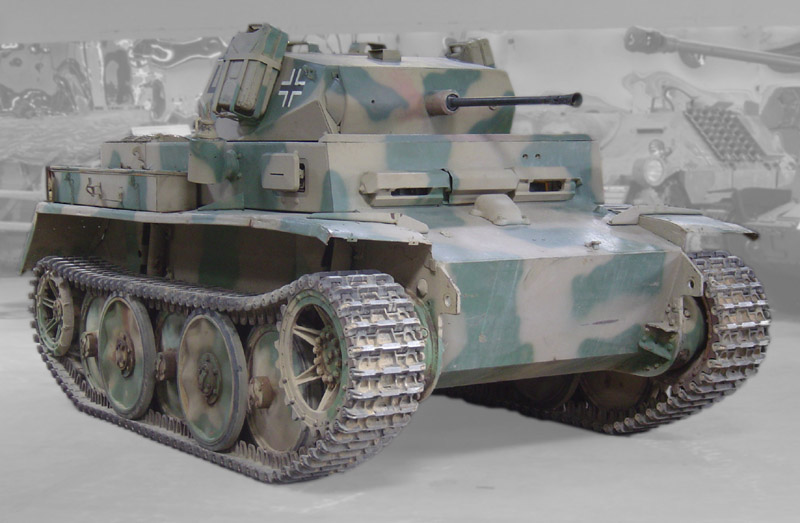
Un Ausf. L Luchs esposto al Museo di Corazzati di Saumur

I ripetuti tentativi fatti per la creazione di un veicolo da ricognizione blindato conobbero una svolta quando furono completati due progetti rivali: la Škoda produsse nel 1942 un prototipo denominato T-15, contrapposto al tedesco VK 1303 con scafo realizzato dalla MAN e superstruttura ideata dalla Daimler-Benz. Alla fine fu accettato quest'ultimo e fu fatto un primo ordine di 100 esemplari della nuova versione L o Luchs (lince), con denominazione d'inventario Sd.Kfz. 123.

Pesante 13 tonnellate (11,8 secondo altre fonti), l'Ausf. L riprendeva il treno di rotolamento dell'Ausf. G portando l'altezza a 2,21 metri. Il motore era un Maybach HL 66 P da 6 cilindri che erogava 180 hp e garantiva una velocità massima di 60 km/h, coadiuvata da un'eccellente autonomia di 290 chilometri e un serbatoio da 235 litri; la trasmissione era affidata a un cambio ZF Aphon SSG 48.

L'armamento rimase invariato con 320 proietti a disposizione, mentre il congegno di mira passò a un migliore mirino ottico TZF 6); l'equipaggio fu portato a 4 membri grazie alla maggior larghezza della torretta, con una corazzatura anteriore da 30 mm e laterale da 20 mm; lo schema protettivo era replicato per lo scafo e la sovrastruttura. Per comunicare con i mezzi amici era disponibile di un ricevitore FuG 12 MW con trasmettitore da 80 watt, mentre all'interno del carro ogni comunicazione avveniva mediante interfono.
La produzione durò dal settembre 1943 al gennaio del 1944 e totalizzò 104 - 133 unità, delle quali quattro ottenute modificando l'Ausf. H. I Luchs prestarono servizio sia sul fronte occidentale che su quello orientale, dove furono dotati di protezioni aggiuntive e strumentazioni radio supplementari. Le formazioni che ricevettero i nuovi mezzi, subito integrati nei Panzer-Aufklärungs-Abteilungen, furono la 3., 4., 6. e 116. Panzer-Divisionen; anche le divisioni SS Totenkopf e Wiking ne furono equipaggiate.

#### 15cm sIG 33 auf Panzer II
L'idea di motorizzare l'obice sIG 33 si era concretizzata nello Sturmpanzer I, la cui sagoma era però troppo accentuata: per ovviare a tale difetto fu preso in esame lo scafo del Panzer II, che fu modificato per sistemare l'obice in una casamatta aperta sul cielo e posteriormente con un'altezza di 1,90 metri: la progettazione fu lenta e solo a fine del 1941 era pronto il primo esemplare. Insieme ad altri undici ricevette la denominazione ufficiale di 15 cm sIG 33 auf Fahrgestell Panzerkampfwagen II (Sf) e inviato in Nordafrica, dove tutti i mezzi furono distrutti.

#### Marder II
A partire dal 1942 i Panzer II furono ritirati in gran numero dalla prima linea, ma ne furono riutilizzati gli scafi come base semovente per cannoni anticarro: a partire dal giugno del 1942 gli Ausf. F furono privati della torretta e dotati di una casamatta aperta superiormente e nella parte posteriore: essa conteneva un PaK 40 anticarro da 75 mm con due serventi. La produzione durò fino a giugno del 1943 con il completamento di 576 unità costruite ex novo, poi fu interrotta in favore del Wespe; riprese però a luglio e fino al marzo del 1944 altri settantacinque Marder II furono fabbricati convertendo vecchi Panzer II.

#### Wespe

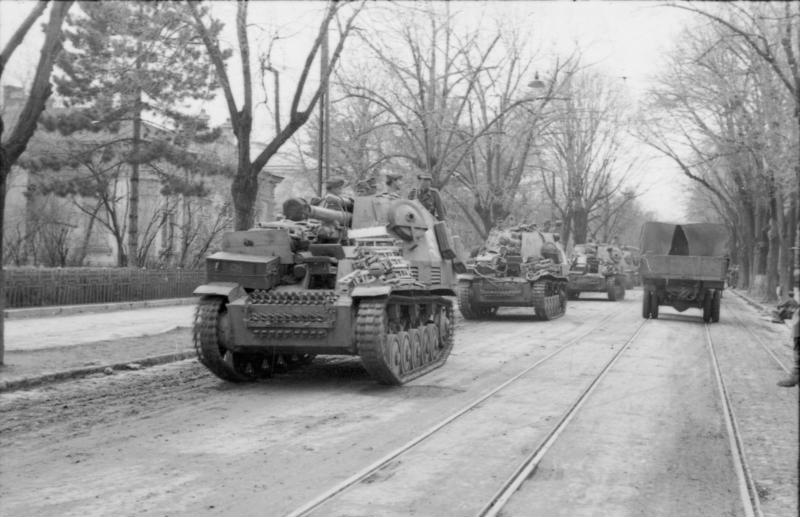
Alcuni obici semoventi Wespe in Romania nel marzo 1944

L'utilità di un'artiglieria mobile che potesse sempre appoggiare le truppe divenne evidente durante l'avanzata in Russia: all'inizio del 1942 la Alkett fu incaricata di studiare la possibilità di montare sullo scafo del Panzer II l'obice da 105 mm leFH 18/2. Rimossa la torretta e copertone l'accesso, sulla parte posteriore del mezzo fu saldata una casamatta aperta sopra e dietro, dalle superfici inclinate e spesse 10 mm; da una feritoia verticale si protendeva l'arma, operata da tre o quattro serventi, mentre il guidatore manteneva la sua posizione nello scafo frontale. L'altezza risultante dalle modifiche arrivò a 2,30 metri e la nuova configurazione non garantiva sufficiente protezione agli addetti al pezzo, tuttavia la portata dell'obice superiore ai 10.000 metri, permetteva di combattere in condizioni di relativa sicurezza. Il Wespe ebbe la denominazione d'inventario Sd.Kfz. 124 ma divenne noto anche come Gerät 803 (apparecchio 803); la sigla ufficiale era Leichte Feldhaubitze 18/2 auf Fahrgestell Panzerkampfwagen II (Sf), ovvero "obice leggero 18/2 su scafo Panzer II". Prodotto dal febbraio del 1943 al luglio del 1944 in 835 esemplari, dei quali 159 disarmati e preposti al trasporto delle munizioni, fece in tempo a partecipare alla battaglia di Kursk e poi prestò servizio su tutti i fronti.